# Джоді Олдерсон
Джоді Олдерсон (англ. Jody Alderson, 5 березня 1935 — 14 лютого 2021) — американська плавчиня.
Призерка Олімпійських Ігор 1952 року.